# Posseberg
Posseberg, även Possbergs herrgård, är en herrgård i Varnums socken, Kristinehamns kommun, söder om tätorten Kristinehamn.
Enligt Fernow blev Posseberg säteri vid slutet av 1600-talet och den uppges ha ingått i Björneborgs bruks- och lantegendom.
Förste ägare var Harald Posse och bland senare ägare märks brukspatron och vågmästare Johan Camitz.